# Joonas Iisalo
Joonas Iisalo, né le 5 janvier 1986 à Berlin, en Allemagne de l'Est, est un ancien joueur finlandais de basket-ball, devenu entraîneur.
Il est actuellement l'entraîneur principal du MLP Academics Heidelberg.
Mesurant 1,90 m, Iisalo a joué au poste de Arrière pendant sa carrière. Il a été sélectionné à de nombreuses reprises pour les équipes nationales de jeunes de Finlande.

## Les débuts de la vie
Le père de Joonas Iisalo a travaillé comme correspondant étranger à Berlin-Est dans les années 1980.
Joonas et son frère aîné Tuomas sont devenus entraîneurs professionnels de basket-ball. Leur sœur Meri Valkama est devenue journaliste et a remporté le prix 2021 du meilleur premier roman en Finlande avec son livre "Sinun, Margot", dans lequel elle décrit l'histoire de la famille Iisalo.

## Carrière d'entraîneur
Joonas a été entraîneur principal associé à son frère Tuomas pour le Telekom Baskets Bonn. Pour la saison 2022-23, il a changé d'équipe pour devenir l'entraîneur principal d'Heidelberg, un club concurrent de la Bundesliga.

## Style d'entraînement
Selon certains rapports, le style d'Iisalo est basé sur le rythme, de nombreux tirs à trois points et un rebond offensif important.

## Vie privée
Joonas Iisalo est marié et père d'un enfant.